# Pedochora
Pedochora je spojení či seskupení většího množství pedotopů na základě nějakého společného znaku.
Zatímco pedotopy jsou jakýmisi obdobami biotopů (např. niva řeky) a jedná se o relativně homogenní plochy s kombinací podobných půd, pedochory jsou složitější půdní komplexy, které mohou vykazovat určitý kontrast mezi zastoupenými pedotopy, například na úrovni substrátů (půdotvorných hornin), zrnitosti, hydromorfismu, svažitosti, antropogenního faktoru, aj.
Společný znak lze vybrat nejčastěji z reliéfů, ze substrátů, popř. i ze samotné půdy. Např. pedochora na nivě, terase, pedochora na vápencovém svahu severní expozice, pedochora s převahou nivních půd, pedochora s převahou lužních půd.
Za hlavní vztahy v pedochorách lze považovat vzájemné vztahy podmíněné faktory, jako podzemní voda v depresích, katénové vztahy (katéna je sled typů půd) podmíněné procesy na svazích ovlivněnými gravitací a konečně kombinační vztahy v rovinách, kde se uplatňují pouze vertikální transportní procesy.[zdroj?]